# جان غزالک
جان غزالک (انگلیسی: Jan Duiker؛ زاده ۱ مارس ۱۸۹۰ – درگذشته ۲۳ فوریهٔ ۱۹۳۵) یک معمار اهل هلند بود.